# ورزشگاه بیلینو پولجه
ورزشگاه بیلینو پولجه (به لاتین: Bilino Polje Stadium) یک ورزشگاه فوتبال در بوسنی و هرزگوین است که در زنیتسا واقع شده‌است.